# Carl August Lindblom
Carl August Lindblom, född 29 oktober 1832 i Skedevi, död där 6 februari 1898, var en svensk arbetskarl och spelman.

## Biografi
Carl August Lindblom föddes 29 oktober 1832 på Norra Källviken i Skedevi socken. Han var son till skräddaren Petter Lindblom och Brita Stina Eklund. Han blev 1848 dräng i Rejmyre. Året därpå började Lindblom att arbeta som järnarbetare i Norrköping.
Lindblom gifte sig 16 augusti 1855 i Östra Eneby socken med Kajsa Lotta Danielsdotter (född 1821). De flyttade 1856 till hans föräldrahem Fjärdingsviken i Skedevi socken och han började att arbeta som murare. De flyttade 1885 till Bergsäter i samma socken. Lindblom avled av ryggmärgsinflammation den 6 februari 1898 i Skedevi socken.
Lindblom lärde sig spela av organisten Johan Fredrik Österberg (1799–1847) i Risinge socken. Han började spela redan när han var sju år gammal och vid 12 års ålder var han utbildad till folkmusiker. Lindblom tog även lektioner för trädgårdsmästaren Eriksson i Finspång. Under sin tid som spelman hade Lindblom många elever. Bland annat Alfred Andersson i Lotorp och Albert Gustafsson i Vingåker. Lindblom spelade ofta på midsommarfirandet på Beckershov i Södermanland.

## Musikverk

### Insamlade av Nils Decker
Insamlade låtar mellan 1925 och 1932 av spelmannen Nils Decker.
- Upptecknade av spelmannen Gustaf Pettersson.
  - Vals i D-dur efter Widmark och Lindblom.
  - Vals i D-dur efter Lindblom.
  - Polska i G-dur efter Gustaf Petterssons far Per Larsson. Den spelades även av Lindblom.
  - Vals i F-dur. Spelades av Lindblom.

- Upptecknade av spelmannen Carl F. Persson.
  - Polska i B-moll efter Lindblom.

- Upptecknade av spelmannen Vilhelm Konrad Lindberg.
  - Polska i D-dur efter Lindblom. Text: Ni kan slå mej i huve, Ni kan slå mej i huve, Ni kan slå mej mitt i skallen.
  - Brudpolska i D-dur efter Lindblom.

### Insamlade av Olof Andersson
Insamlade låtar mellan 1924 och 1932 av spelmannen Olof Andersson
- Upptecknade av spelmannen Josef Alm, Östergötland.
  - Vals i C-dur efter Lindblom.
  - Vals i A-dur efter Lindblom.
  - Polska i G-dur efter Lindblom. Kallades för muttan.
  - Simontorpspolskan i G-dur. Polska kom från Simonstorp och är komponerad av Lindblom.
  - Polska i G-dur efter Lindblom.
  - Polska i F-dur efter Lindblom.
  - Polska i A-dur efter Lindblom.
  - Polska i A-dur efter Lindblom.
  - Pintorparfruns vals i A-dur efter Lindblom.
  - Midsommarvalens i A-dur efter Lindblom. Han spelade alltid den på midsommardansen i Beckershov.

- Upptecknade av spelmannen Gustaf Andersson, Risinge.
  - Polka i D-dur efter Lindblom.
  - Vals i A-dur efter Lindblom.
  - Polska kaffeböna i A-dur efter Lindblom.
  - Polska i A-dur efter Linblom.

- Upptecknade av spelmannen Ivar Hultqvist, Norrköping.
  - Polska i D-dur efter Lindblom.
  - Polska i D-dur efter Lindblom.
  - Gökpolska i A-dur efter Lindblom.

- Upptecknade av spelmannen Bernhard Jakobsson, Finspång.
  - Vals i A-dur efter Lindbloms.
  - Vals i A-dur efter Lindblom.
  - Vals i A-dur efter Lindblom.
  - Vals i D-dur efter Lindblom.
  - Polska i F-dur efter Lindblom.
  - Regnapolskan i F-dur efter Lindblom.

- Upptecknade av spelmannen Johan Oskar Carlsson, Norrköping.
  - Polska i G-dur efter Lindblom.
  - Polska i D-dur efter Lindblom.
  - Polska i A-dur efter Lindblom.
  - Vals i D-dur efter Lindblom.
  - Vals i A-dur, komponerad av Lindblom.